# (400401) 2008 AJ110
(400401) 2008 AJ110 es un asteroide perteneciente al cinturón de asteroides, región del sistema solar que se encuentra entre las órbitas de Marte y Júpiter, más concretamente a la familia de Hansa, descubierto el 15 de enero de 2008 por el equipo del Spacewatch desde el Observatorio Nacional de Kitt Peak, Arizona, Estados Unidos.

## Designación y nombre
Designado provisionalmente como 2008 AJ110. 

## Características orbitales
2008 AJ110 está situado a una distancia media del Sol de 2,669 ua, pudiendo alejarse hasta 2,818 ua y acercarse hasta 2,519 ua. Su excentricidad es 0,056 y la inclinación orbital 22,48 grados. Emplea 1592,94 días en completar una órbita alrededor del Sol.

## Características físicas
La magnitud absoluta de 2008 AJ110 es 16,4. 